# Calanthe calanthoides
Calanthe calanthoides är en orkidéart som först beskrevs av Achille Richard och Henri Guillaume Galeotti, och fick sitt nu gällande namn av Fritz Hamer och Leslie Andrew Garay. Calanthe calanthoides ingår i släktet Calanthe och familjen orkidéer. Inga underarter finns listade i Catalogue of Life.